# Powłoka ziemska
Powłoka ziemska – część powierzchni Ziemi wraz z przylegającymi warstwami o różnych stanach skupienia, ograniczona taką głębokością i wysokością, do jakiej może sięgnąć antropogeniczna działalność człowieka. 
Dzielimy ją na pięć koncentrycznych przestrzeni zwanych geosferami; są to warstwowo ułożone na sobie powłoki różniące się składem i stanem skupienia materii. Główne geosfery powłoki ziemskiej to:
- litosfera – skorupa ziemska, lita powłoka skalna
- hydrosfera – powłoka wodna
- atmosfera – powłoka gazowa (powietrzna)
- biosfera – powłoka życia organicznego
- pedosfera – powłoka glebowa